# Тукатимуриды
Тукатимуриды, Тука-Тимуриды — среднеазиатская династия, ветвь Чингизидов, потомки Тука-Тимура, тринадцатого сына Джучи. Представители данной династии наряду с Шибанидами сыграли ключевую роль в «Великой замятне» и последовавшем за ней распаде Золотой Орды.

## Происхождение
Родоначальником династии был Тука-Тимур, тринадцатый сын Джучи, старшего сына Чингисхана. После завершения в 1242 году Западного похода монголов его старший брат Батый выделил Тука-Тимуру один из 14 улусов, который включал в себя Мангышлак, Хаджи-Тархан и область асов на Северном Кавказе. Трудно сказать, какие границы имел улус потомков Тука-Тимура, потому что границы внутренних улусов Золотой Орды были весьма неустойчивы. Например, его сыну Уран-Тимуру, достались области Крым и Кафа. Войско Тука-Тимура и его потомков находилось в составе левого крыла армии Джучидов.
Во второй половине XIV века в Золотой Орде многие линии потомков Джучи либо измельчали и выродились, либо угасли. В первую очередь это связано с репрессиями, которым подверглись Чингизиды (в первую очередь Батуиды, потомки Батыя) сначала во время правления хана Узбека, а затем во время правления Джанибека и Бердибека. В результате после убийства в 1359 году хана Бердибека угасла династия Батуидов, когда началась борьба за власть между представителями нескольких ветвей Чингизидов (так называемая «Великая замятня»), продолжавшаяся в 60-е — 70-е годы XIV века, на первое место выдвинулись представители двух линий: Шибаниды, потомки Шибана, пятого сына Джучи, и Тукатимуриды, которые сравнительно благополучно пережили период репрессий.

## «Великая замятня» в Золотой Орде
Во время административной реформы хана Узбека произошла централизация власти, в результате все Джучиды потеряли свои улусы. Однако убийство Бердибека изменило политическую ситуацию. Генеалогия Чингизидов достаточно противоречива, разные источники противоречат друг другу, поэтому принадлежность Чингизидов, боровшихся за власть в это время, к конкретным ветвям, не всегда можно определить. Утемиш-хаджи в «Чингиз-наме» указывает, что после смерти Бердибека один из потомков Тука-Тимура, Кара-Ногай, стал ханом «на берегу Сыра, на левом крыле». Кара-Ногай был сыном Сасы-Буки, внука Бай-Тимура, одного из сыновей Тука-Тимура. Он признал ханом захватившего власть в Сарае Шибанида Хизр-хана, взамен получил под управление улус в восточной части Золотой Орды, располагавшийся по среднему и нижнему течению Сырдарьи. Хизр-хан был убит в 1361 году, после чего в течение года на ордынском престоле сменилось несколько ханов. Один из них, Орду-Мелик был Тукатимуридом, что, вероятно, связано с усилением крымской ветви династии. В то же время в части Орды захватил престол тёмник Мамай. Он периодически захватывал власть в Сарае. Не будучи Чингизидом, Мамай возводил в своих владениях на престол марионеточных ханов Чингизидов: в 1361 Абдаллаха, после его смерти в 1370 — Мухаммада Булака, а в 1379 — Туляка. Они традиционно считаются Батуидами, однако по мнению А. Г. Гаева они были Тукатимуридами — потомками Кин-Тимура, младшего сына Тука-Тимура. В 1368 году власть в Сарае на некоторое время захватил Улджай-Тимур, вероятно, происходивший из крымской ветви Тукатимуридов. После этого в течение 7 лет за власть в Сарае боролись различные представители крымской ветви Тукатимуридов, пока в борьбу вновь не вступили Шибаниды и представители восточной ветви Тукатимуридов.

## Восточная ветвь Тукатимуридов
Кара-Ногай, происходивший из восточной ветви Тукатимуридов, правил в области «на берегах Сыра» 3 года. Судя по всему, в это время начинается борьба за власть между Тукатимуридами, поскольку в 1361—1368 годах сменилось 7 ханов. Кара-Ногая сменил Туглук-Тимур, которого Утемиш-хаджи называет братом Кара-Ногая, по другой версии он был его племянником, сыном Бучкака. Следующим ханом, возможно, был Мубарак-ходжа. В сочинении Натанзи он назван сыном Ерзена и потомком Орду-Эрзена. В нескольких других источниках его именуют Мурад-ходжа. Он продержался у власти 6 месяцев, после чего его сменил Кутлук-Ходжа, вероятно, брат Кара-Ногая.
В 1368 году ханом в Сыгнаке (Синей Орде) стал правитель Сырдарьинского улуса Урус-хан. Существуют 2 версии его происхождения: согласно одной он был потомком Тука-Тимура, согласно второй — потомком Орда-Эджена, другого сына Джучи. Всех Тукатимуридов, которые противились его власти, он казнил. Став ханом, Урус попытался расширить свою власть на Золотую Орду, встретив при этом противодействие со стороны Мамая, Шибанида Ильбека и эмира Салджи-Черкеса. В 1372 году ему удалось захватить главные города Нижнего Поволжья, включая Сарай, но надолго их удержать не смог, поскольку столкнулся с противодействием других Чингизидов. Одним из его соперников был Тохтамыш, сын казнённого эмира Мангышлака Туй-Ходжи. В 1373 году, воспользовавшись отсутствием Уруса в Синей Орде, он захватил в ней власть, однако удержать её не смог. Хотя Урус простил Тохтамыша, но тот, судя по всему, опасался за свою жизнь и в 1374 или 1375 году бежал ко двору Тамерлана. После смерти Уруса в 1377 году его в Синей Орде сменил сын Токтакия, умерший через 2 месяца, а затем другой сын, Тимур-Малик, который в 1379 году лишился власти в результате заговора и был убит. Новым ханом Синей Орды стал Тохтамыш, пользовавшийся поддержкой Тамерлана.
В 1380 году Тохтамыш воспользовался поражением Мамая в Куликовской битве против объединённой армии русских князей и захватил Сарай, объединив Золотую Орду. В 1382 году он совершил поход на Русь, вновь приведя к подчинению московского князя Дмитрия Донского. В 1383 году захватил Хорезм. Однако в дальнейшем интересы Тохтамыша столкнулись с интересами его бывшего покровителя Тамерлана в Закавказье: он захватил Ширван, а затем и весь Азербайджан, который Тамерлан рассматривал в качестве своего владения. Он отправился в поход против Тохтамыша, который не рискнул вступать в схватку против своего прежнего союзника и отступил, отдав завоёванный Азербайджан. Однако в 1387 году он вновь вторгся во владения Тамерлана — на этот раз в Мавераннахр, однако, узнав о приближении его армии, вновь отступил. На этот раз Тамерлан решил наказать Тохтамыша и разорил Хорезм. В 1388 году Тохтамыш вновь двинулся в Мавераннахр, но авангард его армии был разбит Тимур-Кутлугом, внуком Урус-хана, служившим Тамерлану. Зимой 1390/1391 года армия Тамерлана вторглась в Синюю Орду. Тохтамыш был разбит и бежал, а власть в Синей Орде перешла в руки Тимур-Кутлуга и эмира Едигея. Однако Тохтамышу и удалось сохранить Сарай, выгнав оттуда захватившего было власть Бек-Пулада, а затем подчинив другого претендента, Таш-Тимура, происходившего из крымской ветви Тукатимуридов, который сохранил свои владения в Крыму, но признал себя вассалом Тохтамыша.
В 1395 году Тамерлан вторгся в Золотую Орду, разбил Тохтамыша, разрушил Сарай и сделал правителем Койричака, сына Урус-хана. Тохтамыш же бежал, но в 1396 году объявился в Крыму, свергнув Таш-Тимура, вновь провозгласившего себя ханом. Корийчак же в 1397 году был свергнут Тимур-Кутлугом и Едигеем. В том же году Тохтамыш вновь попытался захватить Сарай, но надолго удержать его не смог, после чего его выбили и из Крыма. Он был вынужден бежать во владения великого князя Литовского Витовта. В 1399 году армия Витовта в битве на Ворскле была разбита Едигеем, после чего Тохтамыш бежал на восток. Там он обосновался в Тюменском юрте, из которого позже образовалось Сибирское ханство. Фактическим правителем Золотой Орды в это время был эмин Едигей, правивший от имени Шадибека, брата умершего в 1400 году Тимур-Кутлуга. Желая вернуть власть, Тохтамыш в конце 1404 года смог договориться с Тамерланом о помощи, тот умер в феврале 1405 года. А в 1407 году был убит и Тохтамыш.
От восточной ветви Тукатимуридов происходит казахская династия ханов — Торе и узбекская династия Аштарханидов, правившая в Бухарском ханстве.